# Tangol
Le Tangol est une graphie proposée du créole réunionnais. Un tangol désigne un petit tuyau qui sert à attiser les braises. Ce mot dérive du tamoul.
Cette graphie fut proposée par l'association Tangol. Axel Gauvin, auteur de romans en français et en créole, l'a créée en 2001. Il fut président de l'association Tangol pendant trois ans. Il est aussi enseignant qui fut un ancien membre du Group 77 (collectif qui avait déjà travaillé sur la recherche d'une graphie du créole). L'association regroupe des artistes, des enseignants et des chercheurs et a pour objet « d'œuvrer, par tous les moyens adéquats, à la poursuite de l'aménagement et de l'équipement de la langue réunionnaise ». Cette graphie se confond souvent avec la graphie 83, une variante de Lékritir 77, ces derniers étant écrits phonologiquement tandis que le Tangol prend en considération les aspects morphosyntaxiques et étymologiques aussi.
D'autres associations ou collectifs ont été montés pour débattre cette graphie ou même de la codification et de l'enseignement du créole réunionnais à l'école :
- L'Association des enseignants en langue et culture réunionnaises (pour l’enseignement de la langue créole dans le cadre des filières existantes).
- Tikouti (pour la défense de l’enseignement du créole réunionnais).
- Le Collectif pour la défense de la langue française (contre l'enseignement du créole à l'école)
- Le Collectif pour la défense de la langue française et du créole réunionnais (qui s'opposent aussi aux autres graphies proposées telles que KWZ et 77)[1].
- Le Collectif réunionnais des parents pour la défense de l’éducation des enfants et de l’instruction civique (qui a fait circuler une pétition contre la graphie Tangol).

Ces deux derniers collectifs expriment leur hostilité aux graphies phonético-phonologiques jugées idéologiquement orientées.